# Turmhügel Engkofen
Der Turmhügel Engkofen ist eine abgegangene Höhenburg vom Typus einer Turmhügelburg (Motte) 500 m südöstlich von Engkofen, einem Gemeindeteil der niederbayerischen Gemeinde Aham im Landkreis Landshut. Die Anlage wird als Bodendenkmal unter der Aktennummer D-2-7440-0069 als „Turmhügel des Mittelalters“ geführt. 90 m westlich davon befindet sich ein weiteres Bodendenkmal, das unter der Aktennummer D-2-7440-0068 als „Grabhügel vor- und frühgeschichtlicher Zeitstellung oder mittelalterliche Wegsperre“ beschrieben wird.

## Beschreibung
Die Motte Engkofen liegt in einem Waldgebiet auf einem zum Vilstal vorstoßenden Bergrücken. Er liegt an einer Hangkante und ist heute in den Lidar-Aufnahmen als runder Hügel, der von einem Graben umgeben ist, gut zu erkennen. Das rundliche Plateau hat einen Durchmesser von 17 bis 18 m und fällt von Osten nach Westen um 1,5 m ab. Aus dem Hang ist der Burgkegel durch einen Ringgraben herausgeschnitten. Dessen Außenböschung fällt bis zur Grabensohle um 2 m ab. Von da erhebt sich der Burgkegel um 5 bis 7 m. Nach Westen zu fällt die Grabensohle bis zu 4 m ab, wobei die äußere Grabenböschung etwa 1 m beträgt. Die westlich davon lokalisierten Grabhügel könnten auch eine zu der Turmhügelburg gehörende Wegsperre gewesen sein.